# Paradise Hotel (Danmark, sæson 19)
Paradise Hotel 2023 (sæson 19) var den 19. sæson af den danske version af realityshowet Paradise Hotel. Det blev sendt på Viaplay og TV3 i efteråret 2023..
Sæsonen var den første med det nye værtspar Olivia Salo og Rikke Göransson.
- Værter: Olivia Salo og Rikke Gøransson
- Vindere: Lucas (0 kr.) og Vivi (250.000 kr.)[2]
- Finalister: Niels (0 kr.) og Emilio (0 kr.)
- Jury: Jasmin, Rosa, Line, Patrick, Daniel, Sarah (250.000 kr.) og Jonas
- Sæsonpremiere: 31. oktober 2023
- Vindere af mindre beløb: Sille (60.000 kr.)
- Titelmelodi: Tessa - Hvor som helst
- Kendte gæster: Anna Lin
- Antal afsnit: 40
- Antal deltagere: 19

## Deltagere
| Navn                              | Alder | Tjekket ind  | Tjekket ud     | Fra         | Grund til udtjekning |
| --------------------------------- | ----- | ------------ | -------------- | ----------- | --- |
| Vivi Bach                         | 22    | Ep 1         | VINDER         | København   | |
| Lucas Buchardt                    | 23    | Ep 1         | VINDER         | Valby       | |
| Niels "Moster Niller" Laigaard    | 32    | Ep 10, Ep 21 | Ep 17, FINALEN | København   | Ep 17: Smidt ud af Patrick Holsøe og Lucas Buchardt, til fordel for Nikolaj Hvidman Hansen |
| Emilio Manrique                   | 19    | Ep 1, Ep 31  | Ep 23, FINALEN | København   | Ep 23: Stemt ud af de andre deltagere i afstemning mod Martin Sørensen |
| Jonas Rene Bengtson (Jury)        | 21    | Ep 17        | Ep 39          | København   | Valgt fra af Vivi Bach til fordel for Lucas Buchardt |
| Sarah Dohn Nielsen (Jury)         | 22    | Ep 1, Ep 37  | Ep 31, Ep 38   | Aalborg     | Ep 31: Valgt fra af Lucas Buchardt, Rosa Emma Hatting, Jonas Rene Bengtson, Niels "Moster Niller" Laigaard, Ulrikke Hundahl, Daniel Salimnejad, Sif Eriksen og Line Drewes til Det Muntre Køkken Ep 38: Valgt fra af Line Drewes til fordel for Jonas Rene Bengtson         |
| Daniel Salimnejad (Jury)          | 24    | Ep 27        | Ep 37          | København   | Stemt ud af de andre gæster i en diskussion, hvor de skulle blive enige om, hvem af dem der var den mindst værdige, og blev derefter selv en del af juryen |
| Patrick Holsøe (Jury)             | 21    | Ep 1         | Ep 36          | Fredensborg | Parceremoni, valgt fra af Lucas Buchardt til fordel for Vivi Bach |
| Sif Eriksen                       | 23    | Ep 29        | Ep 35          | København   | Ofret af Daniel Salimnejad til fordel for en plads i finaleugen |
| Rosa Emma Hatting (Jury)          | 23    | Ep 1         | Ep 34          | Glostrup    | Smidt ud af Emilio Manrique til fordel for Patrick Holsøe |
| Line Drewes (Jury)                | 25    | Ep 18        | Ep 32          | København   | Parceremoni, valgt fra af Emilio Manrique til fordel for Sif Eriksen |
| Ulrikke Hundahl                   | 24    | Ep 25        | Ep 32          | Aarhus      | Parceremoni, valgte selv at forlade spillet til fordel for at forsøge at redde Line Drewes |
| Nikolaj Hvidman Hansen            | 25    | Ep 3, Ep 31  | Ep 24, Ep 31   | Aalborg     | Ep 24: Parceremoni, valgt fra af Line Drewes til fordel for Patrick Holsøe Ep 31: Valgt fra af Lucas Buchardt, Rosa Emma Hatting, Jonas Rene Bengtson, Niels "Moster Niller" Laigaard, Ulrikke Hundahl, Daniel Salimnejad, Sif Eriksen og Line Drewes til Det Muntre Køkken |
| Jasmin Sparvath Kristensen (Jury) | 22    | Ep 5, Ep 21  | Ep 12, Ep 28   | Silkeborg   | Ep 12: Parceremoni, valgt fra af Nikolaj Hvidman Hansen til fordel for Emilio Manrique Ep 28: Parceremoni, valgt fra af Rosa Emma Hatting til fordel for Niels "Moster Niller" Laigaard                                                                                     |
| Martin Sørensen                   | 25    | Ep 13        | Ep 27          | Roskilde    | Valgt fra af Patrick Holsøe, Line Drewes, Rosa Emma Hatting, Jasmin Sparvath Kristensen, Vivi Bach og Lucas Buchardt til ofringsceremoni |
| Trine Pedersen                    | 23    | Ep 2         | Ep 20          | København   | Speciel parceremoni, lykkedes ikke med at få nogle af de andre gæster til at stille sig bag en af dem med en falsk juvel |
| Malthe Junk                       | 23    | Ep 2         | Ep 15          | København   | Parceremoni, valgt fra af Niels "Moster Niller" Laigaard til fordel for Rosa Emma Hatting |
| Anne Plejdrup                     | 23    | Ep 1         | Ep 8           | Aalborg     | Parceremoni, valgt fra af Jasmin Sparvath Kristensen til fordel for Rosa Emma Hatting |
| Sille Nimholm                     | 25    | Ep 1, Ep 3   | Ep 1, Ep 4     | Albertslund | Ep 1: Smed kuglen på 60.000 i fælles troskabstest og tjekkede dermed ud af hotellet Ep 4: Parceremoni, valgt fra af Rosa Emma Hatting til fordel for Anne Plejdrup |

## Juryens stemmer på de to finalepar
| Jurymedlem nr. | Lucas og Vivi              | Emilio og Niels |
| -------------- | -------------------------- | --------------- |
| 1              | Sarah Dohn Nielsen         |                 |
| 2              | Daniel Salimnejad          |                 |
| 3              | Patrick Holsøe             |                 |
| 4              | Rosa Emma Hatting          |                 |
| 5              | Jasmin Sparvath Kristensen |                 |
| 6              | Jonas Rene Bengtson        |                 |
| 7              | Line Drewes                |                 |
| Stemmer i alt  | 7                          | 0               |